# 倪会忠
倪会忠（1968年11月—），男，汉族，中华人民共和国政治人物。现任国家体育总局冬季运动管理中心党委书记、主任，中国奥林匹克委员会副主席，中国足球协会党委书记（候补）。
2023年8月，倪会忠因涉嫌严重违纪违法，接受中央纪委国家监委驻国家体育总局纪检监察组和河南省监察委员会审查调查。
2024年5月，倪会忠被开除党籍、公职。